# 331
Évszázadok: 3. század – 4. század – 5. század
Évtizedek: 280-as évek – 290-es évek – 300-as évek – 310-es évek – 320-as évek – 330-as évek – 340-es évek – 350-es évek – 360-as évek – 370-es évek – 380-as évek
Évek: 326 – 327 – 328 – 329 –  330 – 331 – 332 – 333 – 334 – 335 – 336

## Események

### Római Birodalom
- Iunius Bassust és Flavius Ablabiust választják consulnak.
- Constantinus császár állami tulajdonnak nyilvánítja a pogány templomok kincseit és elkezdi elkoboztatni aranyból, ezüstből és bronzból készült szobraikat, amelyekből aztán pénzt vernek.
- Constantinus megalapítja Konstantinápolyban a Szent Apostolok templomát, a bizánci császárok temetkezőhelyét.
- Constantinus rendeletet hoz, amely bünteti a nyomós ok nélküli, a másik házastárs akarata ellenére kezdeményezett válást.

### Korea
- Meghal Micshon, Kogurjo királya. Utódja fia, Kogugvon.

## Születések
- április 7. – Iulianus, római császár
- Iovianus, római császár

## Halálozások
- Világosító Szent Gergely, az örmény egyház feje
- Micshon kogurjói király

## Fordítás
- Ez a szócikk részben vagy egészben  a(z)   331 című angol Wikipédia-szócikk ezen változatának fordításán alapul.  Az eredeti cikk szerkesztőit annak laptörténete sorolja fel. Ez a jelzés csupán a megfogalmazás eredetét és a szerzői jogokat jelzi, nem szolgál a cikkben szereplő információk forrásmegjelöléseként.